# Per Faustino
Per Gunnar Faustino, född Osvaldsson, 1 juni 1946 i Uppsala, död 3 juni 2023 i Stockholm, var en svensk förläggare och redaktör. Han var förlagschef för Norstedts förlag under början av 2010-talet.